# 扎利茲尼奇涅 (大米海利夫卡區)
47°4′20″N 30°2′0″E / 47.07222°N 30.03333°E
扎利茲尼奇內（烏克蘭語：Залізничне）是位於烏克蘭西南部的村莊，由敖德萨州羅茲季利納區的新博里西夫卡市鎮負責管轄。該村始建於1958年，面積0.36平方公里，海拔高度167米，2001年人口83，人口密度每平方公里230.56人。